# Morten Gamst Pedersen
Morten Gamst Pedersen (* 8. September 1981 in Oslo) ist ein norwegischer Fußballspieler. Als Spieler mit samischen Wurzeln wurde er auch für die Fußballauswahl von Sápmi aufgestellt.

## Sportliche Laufbahn
Morten Gamst Pedersen wurde in der norwegischen Hauptstadt geboren und nur kurze Zeit später zog es die Familie ins ferne Vadsø, das im äußersten Nordosten des Landes nur unweit von Russland entfernt liegt. Den Garten der Eltern verwandelte der junge Morten zum Fußballplatz und damit dieser so aussah, wie die Spielfelder im Fernsehen, mähte er freiwillig gleich drei Mal pro Woche den Rasen. Sein Kindheitsidol war der niederländische Mittelstürmer Marco van Basten und die norwegische Presse sollte Pedersen nach erfolgreichem sportlichen Durchbruch als „Van Gamsten“ bezeichnen.
Nach Jugendstationen bei IL Norild und IL Polarstjernen nahm ihn Tromsø IL im Alter von 18 Jahren unter Vertrag und schnell etablierte er sich nicht nur in der dortigen Stammformation, sondern zeigte sich auch insgesamt als eines der vielversprechendsten Talente im norwegischen Fußball. Damit zog er das Interesse zahlreicher englischer Erstligavereine auf sich, wozu Manchester United, Tottenham Hotspur, Aston Villa und die Blackburn Rovers zählten. Es war schließlich Graeme Souness, der das Talent von einem Wechsel nach Blackburn überzeugte.
Der Start in der neuen Umgebung gestaltete sich aber wenig aussichtsreich. Nur zwei Tage nach seiner Ankunft debütierte Pedersen am 28. August 2004 noch beim 1:1 gegen Manchester United, aber kurze Zeit später verabschiedete sich Trainer Souness in Richtung Newcastle United und dessen Nachfolger Mark Hughes befand den leichtgewichtigen linken Flügelspieler erst einmal als nicht robust genug für die Premier League. Es folgten drei lange Monate auf der Tribüne und als er im Januar 2005 wieder zu Einsatzgelegenheiten kam, traf er in drei aufeinander folgenden Spielen jeweils einmal. Die sportliche Leitung war dadurch nachhaltig überzeugt und mit seiner für einen Mittelfeldspieler überdurchschnittlichen Torgefährlichkeit und besonders den Freistoßtricks betitelten ihn Teile der englischen Presse gar als „norwegischen David Beckham“. Besondere Aufmerksamkeit erlangte Pedersen – der selbst lieber nach dem Namen seiner Mutter „Gamst“ genannt werden möchte – mit einem doppelten Torerfolg zum 2:1-Auswärtssieg bei Manchester United am 24. September 2005. Auch unter den anschließenden Trainern Paul Ince und später Sam Allardyce blieb der Linksfuß eine feste Größe bei den Rovers und zeitweise bekleidete er die spielgestaltende Position im zentral-offensiven Mittelfeld. Wenngleich ihn speziell in der Saison 2009/10 eine Formkrise ereilte und er erst im Mai 2009 seine „Torflaute“ im Verein beendete, unterzeichnete er im Sommer 2010 bei den Rovers einen neuen Vierjahresvertrag.
Im Sommer 2013 wechselte Pedersen in die türkische Süper Lig zu Kardemir Karabükspor. Im März 2014 löste er dort seinen Vertrag vorzeitig auf und kehrte wieder in seine norwegischen Heimat zurück, in der er fortan für Rosenborg Trondheim auflief.
Im Februar 2016 schloss er sich Tromsø IL an. Nach vier Spielzeiten in Tromsø wechselte er im März 2020 zu Alta IF.

## Norwegische Nationalmannschaft
Nach Auftritten für die norwegischen U-18- und U-19-Auswahlen machte Morten Gamst Pedersen vor allem ab 2001 als U-21-Nationalspieler auf sich aufmerksam und erzielte in 18 Partien bis 2004 zehn Tore. Noch vor seinem Wechsel nach England im Sommer 2004 hatte er bereits in der A-Nationalmannschaft debütiert, dort am 18. Februar 2004 auf Anhieb zwei Tore zum 4:1-Sieg gegen Nordirland beigesteuert und sich damit in die Stammformation katapultiert. Wenngleich die jeweilige Qualifikation zu den Endrundenturnieren in den Jahren 2006, 2008, 2010 misslang, war Pedersen fortan stetig in der Nationalelf vertreten – das „Jubiläum“ zum 50. Länderspiel endete am 10. Juni 2009 gegen die Niederlande mit einer 0:2-Niederlage.